# فهرست آثار ملی استان گلستان

موقعیت استان گلستان در کشور

استان گلستان از استان‌های شمالی ایران است. این استان بخشی از استان مازندران بود که در سال ۱۳۷۶ به صورت استانی مستقل به نام گلستان درآمد و گرگان به عنوان مرکز آن برگزیده شد. بزرگترین و پرجمعیت‌ترین شهرستان آن گرگان است. مذهب بخشی از مردمان این استان تشیع بوده و بخشی از آنان اهل تسنن هستند.
از مجموع ۱٠ شهرستان این استان روی هم رفته ۳۵۲ اثر ثبت ملی شده است. گرگان با داشتن ۱٠٠ اثر بیشترین آثار ملی ثبت شده را در این استان دارد.

## آثار ثبت‌شده

### شهرستان آزادشهر
| ردیف | نام اثر                  | نگاره          | دیرینگی                          | موقعیت                                                                                                | شمارهٔ ثبت | تاریخ ثبت  | منبع  |
| ---- | ------------------------ | -------------- | -------------------------------- | --- | --------- | ---------- | ----- |
| ۱    | تپه کرنگی                | بارگذاری تصویر | پیش از تاریخ ـ تاریخی            | شهرستان آزاد شهر، بخش مرکزی، دهستان نظام آباد، ۱۰۰م شرق جاده بین شهری آزاد شهر به گنبد کاووس          | ۱۲۲۳۸     | ۱۳۸۴/۰۴/۳۰ | [ ۴ ] |
| ۲    | تپه ممی آقچلی            |                | عصر آهن ـ تاریخی                 | شهرستان آزاد شهر، بخش مرکزی، دهستان نظام آباد، جنوب شرقی روستای ممی آقچلی                             | ۱۲۲۳۹     | ۱۳۸۴/۰۴/۳۰ |       |
| ۳    | تپه حاجی پورجان          |                | پیش از تاریخ ـ تاریخی ـ اسلامی   | شهرستان آزاد شهر، بخش مرکزی، دهستان نظام آباد، ۳۰۰م شمالی روستای بلوچ آباد                            | ۱۲۲۴۰     | ۱۳۸۴/۰۴/۳۰ |       |
| ۴    | تپه نیلی سیدآباد غربی    |                | پیش از تاریخ ـ تاریخی            | شهرستان آزاد شهر، بخش مرکزی، دهستان خرما رود جنوبی، دو کیلومتری شمال غرب روستای نیلی سیدآباد          | ۱۲۲۴۱     | ۱۳۸۴/۰۴/۳۰ |       |
| ۵    | تپه ازدار تپه            |                | هزاره یک ق‌م ـ اسلامی             | شهرستان آزادشهر، بخش مرکزی، دهستان خرمارود شمالی، شمال غربی روستا                                     | ۱۲۲۴۲     | ۱۳۸۴/۰۴/۳۰ |       |
| ۶    | کریم تپه                 |                | تاریخی ـ اسلامی                  | شهرستان آزاد شهر، بخش مرکزی، دهستان نظام آباد، ۱/۱ کیلومتری شرق روستای قزلجه آق امام                  | ۱۲۲۴۳     | ۱۳۸۴/۰۴/۳۰ |       |
| ۷    | تپه نیلی سیدآباد شمالی   |                | هزاره یک ق‌م ـ تاریخی             | شهرستان آزادشهر، بخش مرکزی، دهستان آزادشهر، دو کیلومتری شمال روستای نیل سیدآباد                       | ۱۲۲۴۴     | ۱۳۸۴/۰۴/۳۰ |       |
| ۸    | تپه گورستان آق محمد      |                | پیش از تاریخ ـ تاریخی            | گلستان، آزاد شهر، بخش مرکزی، دهستان نظام آباد، ۵۰۰م جنوب غرب روستای پشمک تو قتمش                      | ۱۲۲۴۵     | ۱۳۸۴/۰۴/۳۰ |       |
| ۹    | تپه سرهنگ                |                | پیش از تاریخ ـ تاریخی ـ اسلامی   | آزاد شهر، بخش مرکزی، دهستان نظام آباد، ۱۸۰۰م شمال غربی، روستای زیتونلی                                | ۱۲۲۴۶     | ۱۳۸۴/۰۴/۳۰ |       |
| ۱۰   | تپه گورستان گلها         |                | هزاره یک ق‌م ـ تاریخی ـ اسلامی    | شهرستان آزاد شهر، بخش مرکزی، هستان نظام آباد، ۱۰۰م شمال روستای گلها                                   | ۱۲۲۴۷     | ۱۳۸۴/۰۴/۳۰ |       |
| ۱۱   | تپه اراز محمد آخوند      |                | پیش از تاریخ ـ قرون میانه اسلامی | شهرستان آزاد شهر، بخش مرکزی، دهستان نظام آباد، جنوب روستای اراز محمد آخوند، ۲۰۰م غرب رودخانه خرما رود | ۱۲۲۴۸     | ۱۳۸۴/۰۴/۳۰ |       |
| ۱۲   | تپه عقیلی                |                | هزاره یک ق‌م ـ تاریخی             | شهرستان آزاد، بخش مرکزی، دهستان نظام آباد، غرب روستای فزلجه آق امام                                   | ۱۲۲۴۹     | ۱۳۸۴/۰۴/۳۰ |       |
| ۱۳   | تپه خرمالی               |                | پیش از تاریخ                     | گلستان، آزاد شهر، بخش مرکزی، دهستان نظام آباد، جنوب غرب روستای خرمالی                                 | ۱۲۲۵۰     | ۱۳۸۴/۰۴/۳۰ |       |
| ۱۴   | تپه مادیان               |                | پیش از تاریخ ـ تاریخی            | شهرستان آزادشهر، بخش مرکزی، دهستان نظام آباد، ۳ کیلومتری شمال روستای زیتونلی                          | ۱۳۴۵۶     | ۱۳۸۴/۰۷/۰۶ |       |
| ۱۵   | تپه سرکهریزک             |                | عصرآهن ـ تاریخی                  | شهرستان آزادشهر، بخش مرکزی، کیلومتری ۵ جاده خوش ییلاق به شاهرود، یک کیلومتری غرب روستای مرزبان        | ۱۳۴۵۷     | ۱۳۸۴/۰۷/۰۶ |       |
| ۱۶   | تپه قزلجه آق امام        |                | پیش از تاریخ ـ اسلامی            | شهرستان آزادشهر، بخش مرکزی، دهستان نظام آباد، ۱/۲ کیلومتری جنوب روستای قزلجه آق امام                  | ۱۳۴۵۸     | ۱۳۸۴/۰۷/۰۶ |       |
| ۱۷   | تپه سازمان وجدانی        |                | تاریخی ـ اسلامی                  | شهرستان آزادشهر، دهستان نظام آباد، حاشیه شمالشرقی روستای گلها                                         | ۱۳۴۵۹     | ۱۳۸۴/۰۷/۰۶ |       |
| ۱۸   | تپه پشمک توقتمش          |                | عصرآهن                           | شهرستان آزادشهر، بخش مرکزی، دهستان نظام آباد، شمالشرق روستای پشمک توقتمش                              | ۱۳۴۶۰     | ۱۳۸۴/۰۷/۰۶ |       |
| ۱۹   | طلاتپه                   |                | عصرآهن ـ تاریخی                  | شهرستان آزادشهر، بخش مرکزی، دهستان نظام آباد، ۸۰۰ م شمال شرق روستای ممی آقچلی                         | ۱۳۴۶۱     | ۱۳۸۴/۰۷/۰۶ |       |
| ۲۰   | تپه میدان دیم وامنان     |                | تاریخی ـ اسلامی                  | شهرستان آزادشهر، بخش چشمه ساران، دو کیلومتری شمال روستای وامنان                                       | ۱۳۴۶۲     | ۱۳۸۴/۰۷/۰۶ |       |
| ۲۱   | تپه انارکی               |                | تاریخی                           | شهرستان آزادشهر، بخش مرکزی، دهستان نظام آباد، شمال نگین شهر، سازمان انارکی                            | ۱۳۴۶۳     | ۱۳۸۴/۰۷/۰۶ |       |
| ۲۲   | تپه قبرستان نیلی سیدآباد |                | پیش از تاریخ ـ تاریخی            | شهرستان آزادشهر، بخش چشمه ساران، دهستان خرمارودجنوبی، جنوب غرب روستای نیلی سیدآباد                    | ۱۳۴۶۴     | ۱۳۸۴/۰۷/۰۶ |       |
| ۲۳   | تپه حاج محمد رضا سلمانی  |                | پیش از تاریخ ـ تاریخی            | شهرستان آزادشهر، بخش مرکزی، دهستان خرمارودشمالی، ۹۰۰ م شمال شرق روستای مرزبان                         | ۱۳۴۶۵     | ۱۳۸۴/۰۷/۰۶ |       |
| ۲۴   | تپه جلال‌آباد             |                | عصر آهن                          | شهرستان آزادشهر، بخش مرکزی، دهستان نظام آباد، ۵۰۰ م شمال شرقی روستای جلال‌آباد                         | ۱۴۵۱۲     | ۱۳۸۴/۱۲/۱۶ |       |

### شهرستان آق‌قلا
| ردیف | نام اثر                            | نگاره          | دیرینگی                        | موقعیت                                                                                   | شمارهٔ ثبت | تاریخ ثبت  | منبع  |
| ---- | ---------------------------------- | -------------- | ------------------------------ | ---------------------------------------------------------------------------------------- | --------- | ---------- | ----- |
| ۱    | تپه منگالی                         | بارگذاری تصویر | تاریخی ـ اسلامی                | شهرستان ترکمن، ۴ک م شمال شرق دوراهی مزرعه اینچه برون                                     | ۲۷۱۸      | ۱۳۷۹/۰۴/۲۲ | [ ۵ ] |
| ۲    | قیز لر قلعه                        |                | تاریخی                         | شهرستان ترکمن، روستای سقرتپه                                                             | ۲۷۳۴      | ۱۳۷۹/۰۴/۲۲ |       |
| ۳    | اورکت‌تپه                           |                | پیش از تاریخ                   | شهرستان آق قلا، بخش وشمگیر، ۶۰۰ متری شمال جاده آسفالته روستای انبارالوم                  | ۵۴۲۵      | ۱۳۸۰/۱۲/۲۵ |       |
| ۴    | شاه‌قلی‌تپه                          |                | پیش از تاریخ ـ تاریخی          | شهرستان آق قلا، یک کیلومتری جاده آسفالته آق قلا به مزرعه نمونه                           | ۵۴۲۶      | ۱۳۸۰/۱۲/۲۵ |       |
| ۵    | مجموعه تپه‌های سد وشمگیر            |                | تاریخی                         | شهرستان آق قلا، بخش وشمگیر، روستای انقلاب                                                | ۵۴۲۷      | ۱۳۸۰/۱۲/۲۵ |       |
| ۶    | تپه مرادیاتان                      |                | هزاره یک ق‌م                    | شهرستان آق قلا، بخش وشمگیر، ۱/۵ کیلومتری جنوب دو راهی مزرعه اینجه برون                   | ۵۴۲۸      | ۱۳۸۰/۱۲/۲۵ |       |
| ۷    | تپه دورت بروک                      |                | تاریخی ـ اسلامی                | شهرستان آق قلا، بخش وشمگیر، ۴۰۰ متری جنوب روستای حبیب ایشان                              | ۵۴۲۹      | ۱۳۸۰/۱۲/۲۵ |       |
| ۸    | گوک تپه                            |                | هزاره یک ق‌م                    | شهرستان آق قلا، بخش وشمگیر، روستای گوگ تپه                                               | ۵۴۳۰      | ۱۳۸۰/۱۲/۲۵ |       |
| ۹    | تپه قلاچه                          |                | هزاره یک ق‌م                    | شهرستان آق قلا، بخش وشمگیر، روستای انبارالوم                                             | ۵۴۳۱      | ۱۳۸۰/۱۲/۲۵ |       |
| ۱۰   | محوطه زکریای نبی                   |                | تاریخی ـ اسلامی                | شهرستان آق قلا، بخش وشمگیر، یک کیلومتری جنوب روستای گوک تپه                              | ۸۸۱۶      | ۱۳۸۲/۰۳/۱۰ |       |
| ۱۱   | مجموعه تپه‌های سلطان دون (یلقی تپه) |                | پیش از تاریخ ـ تاریخی ـ اسلامی | شهرستان آق قلا، بخش مرکزی، دهستان گرگان بوی، ۷۰۰ متری شمال روستای شورحیات                | ۸۸۲۶      | ۱۳۸۲/۰۳/۱۰ |       |
| ۱۲   | تپه حکیمی                          |                | هزاره یک ق‌م                    | شهرستان آق قلا، بخش وشمگیر، روستای انبار الوم، شرق مزرعه نمونه ارتش                      | ۸۸۲۷      | ۱۳۸۲/۰۳/۱۰ |       |
| ۱۳   | تپه اسلام‌آباد کهنه                 |                | تاریخی ـ اسلامی                | شهرستان آق قلا، بخش وشمگیر، جنوب روستای اسلام‌آباد کهنه                                   | ۸۸۲۸      | ۱۳۸۲/۰۳/۱۰ |       |
| ۱۴   | مجموعه تپه‌های روشن بی‌بی            |                | پیش از تاریخ ـ تاریخی ـ اسلامی | شهرستان آق قلا، بخش مرکزی، یک کیلومتری جنوب روستای محمد آلق                              | ۸۸۲۹      | ۱۳۸۲/۰۳/۱۰ |       |
| ۱۵   | ندر تپه                            |                | پیش از تاریخ ـ تاریخی ـ اسلامی | شهرستان آق قلا، ۵۰۰ متری ضلع جنوب جاده آق قلا به گنبد کاووس، ۱/۵ کیلومتری روستای سقریلقی | ۸۸۳۰      | ۱۳۸۲/۰۳/۱۰ |       |
| ۱۶   | قلاله تپه/ قلعه تپه                |                | پیش از تاریخ ـ تاریخی ـ اسلامی | شهرستان آق قلا، بخش مرکزی، ۲۰۰ متری جنوب شرقی پل قربان آباد                              | ۸۸۳۱      | ۱۳۸۲/۰۳/۱۰ |       |
| ۱۷   | تپه‌های قلیچ قوینق                  |                | تاریخی                         | شهرستان آق قلا، جاده اینچه برون، ۷۵۰ متری شمال جاده مزرعه نمونه                          | ۸۸۳۲      | ۱۳۸۲/۰۳/۱۰ |       |
| ۱۸   | میرزا علی تپه                      |                | پیش از تاریخ ـ تاریخی ـ اسلامی | شهرستان آق قلا، بخش مرکزی، روستای میرزا علی                                              | ۸۸۳۳      | ۱۳۸۲/۰۳/۱۰ |       |
| ۱۹   | تپه اسلام‌آباد نو                   |                | اسلامی                         | شهرستان آق قلا، بخش وشمگیر، جنوب روستای اسلام‌آباد نو                                     | ۸۸۳۴      | ۱۳۸۲/۰۳/۱۰ |       |
| ۲۰   | محوطه گل تپه                       |                | پیش از تاریخ ـ تاریخی ـ اسلامی | شهرستان آق قلا، بخش مرکزی، ۷۰۰ متری غرب روستای دلیجه                                     | ۸۸۳۵      | ۱۳۸۲/۰۳/۱۰ |       |
| ۲۱   | تپه تپچه (تپه حاجی قره)            |                | تاریخی ـ اسلامی                | آق قلا، بخش مرکزی، ضلع شمال شرقی و متصل به روستای حاجی قره                               | ۸۸۳۶      | ۱۳۸۲/۰۳/۱۰ |       |
| ۲۲   | انش تپه                            |                | هزاره یک ق‌م                    | شهرستان آق قلا، بخش مرکزی، روستای شورحیات                                                | ۸۸۳۷      | ۱۳۸۲/۰۳/۱۰ |       |
| ۲۳   | تپه قلعه جیق                       |                | اشکانی (پارت) ـ ساسانی         | شهرستان آق قلا، بخش مرکزی، ۱۰۰ متری شمال روستای قلعه جیق                                 | ۸۸۳۸      | ۱۳۸۲/۰۳/۱۰ |       |
| ۲۴   | تپه گوکچه                          |                | هزاره یک ق‌م                    | شهرستان آق قلا، بخش وشمگیر، شمال غرب تأسیسات و مزرعه نمونه ارتش                          | ۸۸۳۹      | ۱۳۸۲/۰۳/۱۰ |       |
| ۲۵   | آنه علی تپه                        |                | پیش از تاریخ ـ تاریخی ـ اسلامی | شهرستان آق قلا، بخش مرکزی، دهستان گرگان بوی، ۷۰۰ متری جنوب روستای قلا جیق                | ۸۸۴۰      | ۱۳۸۲/۰۳/۱۰ |       |
| ۲۶   | دین گلکی تپه                       |                | تاریخی ـ اسلامی                | شهرستان آق قلا، بخش مرکزی، یک کیلومتری شمال روستای شورحیات                               | ۸۸۴۱      | ۱۳۸۲/۰۳/۱۰ |       |
| ۲۷   | تپه چونی                           |                | عصر آهن                        | ۱۵ کیلومتری شمال شهرستان آق قلا، ضلع شرقی غربی جاده گمیشان، اینچه برون                   | ۸۸۴۲      | ۱۳۸۲/۰۳/۱۰ |       |
| ۲۸   | قلعه جیق قره تپه داز               |                | تاریخی ـ اسلامی                | شهرستان آق قلا، بخش مرکزی، دهستان آق آلتین روستای قره تپه                                | ۹۳۳۱      | ۱۳۸۲/۰۵/۰۷ |       |
| ۲۹   | قره تپه داز                        |                | تاریخی                         | شهرستان آق قلا، بخش مرکزی، دهستان آق آلتین، روستای قره تپه                               | ۹۳۳۲      | ۱۳۸۲/۰۵/۰۷ |       |
| ۳۰   | تپه مال بازار                      |                | پیش از تاریخ ـ تاریخی          | آق قلا، شمال کمربندی، جنب بازار فروش دام                                                 | ۹۳۳۳      | ۱۳۸۲/۰۵/۰۷ |       |
| ۳۱   | قوش تپه                            |                | تاریخی                         | آق قلا، بدنه شمالی شهر آق قلا                                                            | ۹۳۳۴      | ۱۳۸۲/۰۵/۰۷ |       |
| ۳۲   | ملا تپه                            |                | تاریخی ـ اسلامی                | شهرستان آق قلا، بخش مرکزی، دهستان شیخ موسی، ۳ کیلومتری شمال غربی روستای بدراق ملا        | ۹۷۴۶      | ۱۳۸۲/۰۵/۲۷ |       |
| ۳۳   | تپه قلعه بهرام                     |                | تاریخی ـ اسلامی                | شهرستان آق قلا، بخش مرکزی، دهستان شیخ موسی، ۷۰۰ متری شمال روستای بهلکه بهرام آخوند       | ۹۷۴۷      | ۱۳۸۲/۰۵/۲۷ |       |
| ۳۴   | تپه قبرستان                        |                | تاریخی                         | شهرستان آق قلا، بخش مرکزی، ۵ کیلومتری شمال غربی روستای بدراق ملا                         | ۹۷۴۸      | ۱۳۸۲/۰۵/۲۷ |       |
| ۳۵   | گمیشان                             |                | پیش از تاریخ ـ تاریخی          | شهرستان آق قلا، بخش مرکزی، دهستان شیخ موسی، ۴ کیلومتری جنوب روستای قره داغلی             | ۹۷۴۹      | ۱۳۸۲/۰۵/۲۷ |       |
| ۳۶   | دژ آق‌قلا                           |                | صفویه                          | شهر آق قلا، حاشیه خیابانهای خرمشهر و بسیج                                                | ۲۵۳۶۹     | ۱۳۸۷/۱۲/۱۸ |       |

### شهرستان بندرگز
| ردیف | نام اثر                                 | نگاره          | دیرینگی                             | موقعیت                                                                               | شمارهٔ ثبت | تاریخ ثبت  | منبع  |
| ---- | --------------------------------------- | -------------- | ----------------------------------- | ------------------------------------------------------------------------------------ | --------- | ---------- | ----- |
| ۱    | تپه خاکی                                | بارگذاری تصویر | پیش از تاریخ ـ تاریخی               | بندرگز، خیابان ۲۰ متری کمربندی                                                       | ۳۶۴۴      | ۱۳۷۹/۱۲/۲۵ | [ ۶ ] |
| ۲    | قلعه سرتپه                              |                |                                     | بندر گز، جنب شهرک سپاه                                                               | ۳۶۵۴      | ۱۳۷۹/۱۲/۲۵ |       |
| ۳    | کافرتپه استینوا                         |                | تاریخی                              | بندرگز، یک کیلومتری شمال غرب روستای استینوا (استون آباد)                             | ۱۱۱۹۰     | ۱۳۸۳/۰۷/۱۱ |       |
| ۴    | تپه گل افرا                             |                | پیش از تاریخ ـ هزاره یک ق‌م          | شهرستان بندرگز، بخش مرکزی، دهستان انزان شرقی، ۱۵۰ م شمال جاده آسفالته روستای گل افرا | ۱۱۳۰۹     | ۱۳۸۳/۱۱/۱۰ |       |
| ۵    | کافرتپه (ب)                             |                | هزاره یک ق‌م                         | شهرستان بندرگز، بخش مرکزی، دهستان لیوان، ۳ کیلومتری جنوب روستای کهنه کلباد           | ۱۱۳۱۰     | ۱۳۸۳/۱۱/۱۰ |       |
| ۶    | چمازی تپه                               |                | پیش از تاریخ ـ هزاره یک ق‌م ـ تاریخی | شهرستان بندرگز، بخش نوکنده، دهستان بنفشه تپه، شمالغرب روستای استینوا (استون آباد)    | ۱۱۳۳۳     | ۱۳۸۳/۱۱/۱۰ |       |
| ۷    | تپه سنان                                |                | تاریخی ـ اسلامی                     | شهرستان بندرگز، بخش نوکنده، دهستان لیوان، ابتدای راه روستای تلور                     | ۱۱۳۳۴     | ۱۳۸۳/۱۱/۱۰ |       |
| ۸    | تپه قلعه                                |                | هزاره یک ق‌م ـ تاریخی                | شهرستان بندرگز، دهستان انزان شرقی، جنوب روستای حسین‌آباد سرمحله                       | ۱۱۳۳۵     | ۱۳۸۳/۱۱/۱۰ |       |
| ۹    | ورگدین‌تپه                               |                | هزاره یک ق‌م ـ تاریخی                | شهرستان بندرگز، بخش مرکزی، دهستان انزان شرقی، غرب روستای گل افرا                     | ۱۱۳۳۶     | ۱۳۸۳/۱۱/۱۰ |       |
| ۱۰   | بنای تاریخی کارخانه پنبه پاک کنی لیوانی |                | قاجاریه                             | بندرگز، میدان پست، خ جنب                                                             | ۱۲۵۵۹     | ۱۳۸۴/۰۵/۱۱ |       |
| ۱۱   | بنای تاریخی مسکونی لیوانی               |                | قاجاریه                             | بندر گز، میدان پست، خ جنب                                                            | ۱۲۵۶۰     | ۱۳۸۴/۰۵/۱۱ |       |
| ۱۲   | بنای تاریخی مسکونی دماوندی              |                | قاجاریه                             | بندرگز، خ کشتیرانی۲، منزل مسکونی دماوندی                                             | ۱۲۵۶۱     | ۱۳۸۴/۰۵/۱۱ |       |
| ۱۳   | بنای تاریخی گمرک                        |                | پهلوی اول                           | بندر گز، میدان پست، بنای تاریخی گمرک                                                 | ۱۲۵۶۲     | ۱۳۸۴/۰۵/۱۱ |       |
| ۱۴   | بنای تاریخی راه‌آهن                      |                | پهلوی اول                           | بندرگز، میدان راه‌آهن، خ شهید مطهری، بنای تاریخی راه‌آهن                               | ۱۲۵۶۳     | ۱۳۸۴/۰۵/۱۱ |       |
| ۱۵   | بنای تاریخی شهرداری                     |                | پهلوی اول                           | بندر گز، حول میدان راه‌آهن، بنای تاریخی شهرداری                                       | ۱۲۵۶۴     | ۱۳۸۴/۰۵/۱۱ |       |
| ۱۶   | بنای تاریخی فانوس دریایی                |                | اواخر قاجار ـ پهلوی اول             | بندرگز، خ امام جعفر صادق (ع)، ساحل دریای بندرگز                                      | ۱۲۵۶۵     | ۱۳۸۴/۰۵/۱۱ |       |

### شهرستان کلاله
| ردیف | نام اثر               | نگاره          | دیرینگی                        | موقعیت                                                                                  | شمارهٔ ثبت | تاریخ ثبت  | منبع  |
| ---- | --------------------- | -------------- | ------------------------------ | --------------------------------------------------------------------------------------- | --------- | ---------- | ----- |
| ۱    | تیگلک تپه             | بارگذاری تصویر |                                | بخش مراوه تپه روستای چاتلی                                                              | ۲۷۲۶      | ۱۳۷۹/۰۴/۲۲ | [ ۷ ] |
| ۲    | محوطه پلی علیا        |                | تاریخی ـ اسلامی                | بخش مرکزی مراوه تپه دهستان گلیداغ                                                       | ۲۷۳۳      | ۱۳۷۹/۰۴/۲۲ |       |
| ۳    | یاریم تپه             |                | تاریخی                         | شهرستان کلاله، روستای پاریم تپه                                                         | ۳۶۴۶      | ۱۳۷۹/۱۲/۲۵ |       |
| ۴    | قره تپه شیخ           |                | پیش از تاریخ ـ تاریخی ـ اسلامی | شهرستان کلاله، روستای تمر قره قوزی                                                      | ۳۶۴۷      | ۱۳۷۹/۱۲/۲۵ |       |
| ۵    | محوطه قزل قازلان      |                | تاریخی ـ اسلامی                | شهرستان کلاله، روستای بهلکه ملاشیخ                                                      | ۳۶۴۸      | ۱۳۷۹/۱۲/۲۵ |       |
| ۶    | محوطه باستانی کلیجه   |                | پیش از تاریخ                   | شهرستان کلاله، روستای ملاشیخ                                                            | ۳۶۵۰      | ۱۳۷۹/۱۲/۲۵ |       |
| ۷    | محوطه چلاده           |                |                                | شهرستان کلاله، ۱/۵ کیلومتری روستای صوفی                                                 | ۳۶۵۲      | ۱۳۷۹/۱۲/۲۵ |       |
| ۸    | محوطه عطالر سفلی      |                | پیش از تاریخ ـ تاریخی          | شهرستان کلاته، بخش مرکزی، ۱/۵ کیلومتری روستای صوفی                                      | ۳۶۵۳      | ۱۳۷۹/۱۲/۲۵ |       |
| ۹    | تپه آق دالق           |                | تاریخی                         | شهرستان کلاله، بخش مراوه تپه، ۷۰۰ متری جنوب غربی روستای چایلی                           | ۸۸۲۰      | ۱۳۸۲/۰۳/۱۰ |       |
| ۱۰   | آق تپه (تاقر)         |                | تاریخی                         | شهرستان کلاله، بخش مراوه تپه، ۳ کیلومتری شرق روستای آق تقه، ۶ کیلومتری غرب روستای نارلی | ۸۸۲۱      | ۱۳۸۲/۰۳/۱۰ |       |
| ۱۱   | تپه قزلجه قویی        |                | تاریخی                         | شهرستان کلاله، بخش مراوه تپه، ۷ کیلومتری روستای نارلی                                   | ۸۸۵۹      | ۱۳۸۲/۰۳/۱۰ |       |
| ۱۲   | تپه‌های پایین چایلی    |                | تاریخی                         | شهرستان کلاله، بخش مراوه تپه، ۵۰۰ متری غرب روستای چایلی                                 | ۸۸۶۰      | ۱۳۸۲/۰۳/۱۰ |       |
| ۱۳   | تپه سرچلی (گنجشک دار) |                | تاریخی                         | شهرستان کلاله، بخش مراوه تپه، ۵۰۰ متری جنوب شرقی روستای چایلی                           | ۸۸۶۱      | ۱۳۸۲/۰۳/۱۰ |       |
| ۱۴   | لیلان تپه             |                | پیش از تاریخ ـ تاریخی          | شهرستان کلاله، بخش مرکزی، دهستان مراوه تپه، روستای پاشائی                               | ۸۸۶۲      | ۱۳۸۲/۰۳/۱۰ |       |
| ۱۵   | خدر تپه               |                | پیش از تاریخ ـ تاریخی ـ اسلامی | شهرستان کلاله، بخش مرکزی، دهستان زاوکوه، روستای قره گل                                  | ۹۳۳۵      | ۱۳۸۲/۰۵/۰۷ |       |
| ۱۶   | تپه خان نین           |                | عصر آهن ـ تاریخی               | شهرستان کلاله، بخش مرکزی، دهستان زاوکوه غرب روستای گرگاندوز                             | ۹۳۳۶      | ۱۳۸۲/۰۵/۰۷ |       |
| ۱۷   | تپه آل قلی            |                | تاریخی ـ اسلامی                | شهرستان کلاله، بخش مرکزی، دهستان زاوکوه روستای زاویه پائین                              | ۹۳۳۷      | ۱۳۸۲/۰۵/۰۷ |       |
| ۱۸   | قلاجیق چروک           |                | تاریخی ـ اسلامی                | شهرستان کلاله، بخش مرکزی، دهستان زاوه کوه، جنوب غرب روستای چوروک                        | ۹۳۳۸      | ۱۳۸۲/۰۵/۰۷ |       |
| ۱۹   | محوطه گنبد تاتا       |                | اسلامی                         | شهرستان کلاله، بخش مرکزی، دهستان زاوه کوه، روستای گرگاندوز                              | ۹۳۳۹      | ۱۳۸۲/۰۵/۰۷ |       |
| ۲۰   | محوطه اولیاء لهندر    |                | عصر آهن ـ تاریخی               | شهرستان کلاله، بخش مرکزی، دهستان کنگور جنوب غربی روستای لهندر                           | ۹۳۴۰      | ۱۳۸۲/۰۵/۰۷ |       |
| ۲۱   | آرامگاه مخدوم‌قلی      |                | اواخر قاجاریه ـ پهلوی          | شهرستان کلاله، بخش مراوه تپه، دهستان مراوه تپه، روستای آق تقه                           | ۲۲۲۵۱     | ۱۳۸۶/۱۲/۲۶ |       |

### شهرستان گلستان
| ردیف | نام اثر                         | نگاره          | دیرینگی               | موقعیت                                 | شمارهٔ ثبت | تاریخ ثبت  | منبع  |
| ---- | ------------------------------- | -------------- | --------------------- | -------------------------------------- | --------- | ---------- | ----- |
| ۱    | تپه کهنه ولی‌آباد                | بارگذاری تصویر | عصر آهن               | بخش مرکزی روستای گاومیشلی دهستان آ     | ۲۷۲۴      | ۱۳۷۹/۰۴/۲۲ | [ ۸ ] |
| ۲    | تپه طلایی الف                   |                | عصر آهن               | ۱ ک ۰ جنوب شرقی روستای ولی آباد        | ۲۷۲۸      | ۱۳۷۹/۰۴/۲۲ |       |
| ۳    | کمک تپه گاومیشلی                |                | اواخرتاریخی           | جنوب شرقی روستای گاومیشلی              | ۲۷۳۱      | ۱۳۷۹/۰۴/۲۲ |       |
| ۴    | تپه‌های روستای ایمر محمدقلی آخون |                | تاریخی                | روستای ایمر محمد قلی آخوندی بخش مر     | ۲۷۳۲      | ۱۳۷۹/۰۴/۲۲ |       |
| ۵    | سرخ تپه                         |                | پیش از تاریخ ـ اسلامی | شمال غرب روستای قوشی کوپی              | ۲۷۳۶      | ۱۳۷۹/۰۴/۲۲ |       |
| ۶    | آق‌تپه                           |                | عصر آهن               | ۳۰۰ متری ج ۰شرق روستای بوزاق آباد د    | ۲۷۳۷      | ۱۳۷۹/۰۴/۲۲ |       |
| ۷    | تپه طلایی                       |                | اسلامی                | شهرستان کلاله، روسنای عطا علیا ملا شیخ | ۳۷۶۸      | ۱۳۸۰/۰۲/۱۸ |       |